# Rhizophydium ubiquetum
Rhizophydium ubiquetum är en svampart som beskrevs av Canter 1961. Rhizophydium ubiquetum ingår i släktet Rhizophydium och familjen Rhizophydiaceae.   Inga underarter finns listade i Catalogue of Life.